# Sapromyza acrostichalis
Sapromyza acrostichalis är en tvåvingeart som beskrevs av Mitsuhiro Sasakawa 2001. Sapromyza acrostichalis ingår i släktet Sapromyza och familjen lövflugor. Inga underarter finns listade i Catalogue of Life.